# Österreichische Niederlande

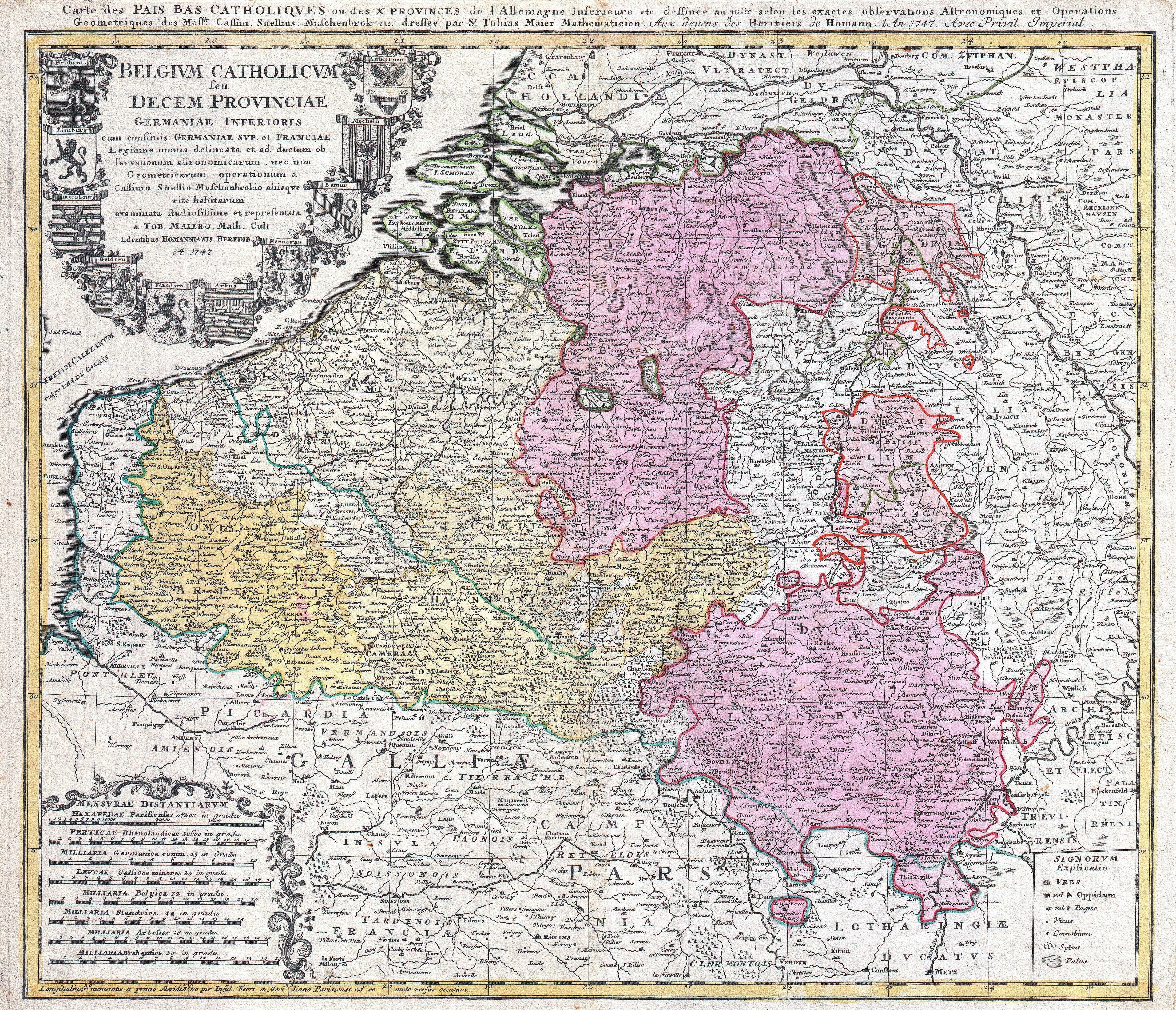
Historische Karte der Österreichischen Niederlande, Luxemburgs und des Hochstifts Lüttich etwa aus dem Jahr 1730 von Johann Baptist Homann. Zusätzlich sind noch die historischen Grenzen nach dem Dreißigjährigen Krieg eingezeichnet

Die Österreichischen Niederlande (lateinisch Belgium Austriacum, niederländisch Oostenrijkse Nederlanden, französisch Pays-Bas autrichiens) umfassten an Gebiet heutiger Staaten Luxemburg, einen Großteil von Belgien und kleine Teile der Niederlande und von Deutschland. Sie existierten vom Ende des Spanischen Erbfolgekrieges im Jahr 1714 bis zur Eroberung durch französische Revolutionstruppen und den Anschluss an die Französische Republik im Jahr 1795.

## Gliederung
Im Einzelnen handelte es sich um
- einen Teil des Herzogtums Brabant
- das Herzogtum Limburg (überwiegend)
- das Herzogtum Luxemburg
- einen Teil vom Oberquartier des Herzogtums Geldern: siehe Österreichisch Geldern
- einen Teil der Grafschaft Flandern
- die Grafschaft Namur
- einen Teil der Grafschaft Hennegau
- die Herrlichkeit Mechelen
- das Tournaisis
- die Stadt Löwen

## Geschichte
Nach dem Aussterben der spanischen Linie der Habsburger und dem daraus resultierenden Spanischen Erbfolgekrieg kamen die bis dahin Spanischen Niederlande an die österreichische Linie des Hauses. So entstanden 1714 die Österreichischen Niederlande. Die alliierten Gewinner des Krieges waren sich lediglich einig in der Abwehr des französischen Expansionsdranges. Für die südlichen Niederlande bedeutete dies, dass in einigen wichtigen Festungen und Städten niederländische Truppen stationiert wurden. Gleichzeitig blieb die Schelde für den Seehandel geschlossen, und die ehemalige Welthandelsstadt Antwerpen blieb weiterhin in ihrer wirtschaftlichen Entwicklung gehemmt. Festgelegt wurde dies im sogenannten Barrieretraktat. Die von Kaiser Karl VI. gegründete Ostender Kompanie konnte damit den geeignetsten Hafen des Landes nicht nutzen und war dadurch stark in ihrer Entwicklung gehemmt.

### Statthalter
Von 1714 bis zur Eroberung durch Frankreich 1794 während des Ersten Koalitionskriegs wurde das Land durch die Statthalter von Brüssel aus regiert.
Erster Statthalter wurde Prinz Eugen von Savoyen, der sich jedoch von seinem Vertrauten Ercole Turinetti de Prié vertreten ließ. Dass der Prinz niemals sein Gouvernement persönlich antrat, mag ein weiterer Grund dafür sein, dass die Statthalterschaft keinen Rückhalt in den Ständen und der Bevölkerung hatte. 1724 wurde die Schwester Kaiser Karls VI. Erzherzogin Maria-Elisabeth Generalgouverneurin, 1744 folgte Karl Alexander von Lothringen, der das erste Jahr gemeinsam mit seiner Frau Maria Anna regierte. Während des Österreichischen Erbfolgekrieges wurden sie von 1745 bis 1748 von französischen Truppen unter Marschall Hermann Moritz von Sachsen besetzt. 1780 regierte Fürst Georg Adam von Starhemberg, 1781 Albert Kasimir Herzog von Sachsen-Teschen. Schon im selben Jahr folgte Marie Christine Erzherzogin von Österreich als Mitregentin. Nach der kurzlebigen unabhängigen „Republik der Vereinigten Niederländischen Staaten“ 1790 war 1793/1794 Karl Ludwig Erzherzog von Österreich letzter Statthalter.

### Tauschobjekt
Die Österreichischen Niederlande wurden von den Habsburgern mehrmals als Tauschobjekt anderen Mächten angeboten. Im Siebenjährigen Krieg sollte Frankreich sie für seine Hilfe bei einer Rückgewinnung Schlesiens erhalten, Auslöser für den Bayerischen Erbfolgekrieg war ein Tauschplan mit dem Kurfürsten der Pfalz (Tausch der Österreichischen Niederlande gegen Bayern), den Preußen zusammen mit dem deutschen Fürstenbund jedoch verhinderte. Während der französischen Revolutionskriege gab Preußen übrigens nach 1793 doch noch seine Zustimmung zu den österreichisch-bayerischen Tauschplänen, um Österreichs Zustimmung zur zwischen Russland und Preußen vereinbarten zweiten Teilung Polens zu erlangen. Das Vorhaben war jedoch nicht mehr realisierbar: Österreich hatte die südlichen Niederlande nach der Brabanter Revolution und einer ersten französischen Besetzung zwar kurzzeitig zurückerobert, verlor es jedoch schon 1794 endgültig an die französischen Revolutionsheere. Preußen erkannte den neuen französischen Besitzstand 1795 an, und schließlich musste Österreich die verlorenen Besitzungen 1797 im Frieden von Campo Formio an Frankreich abtreten und erhielt als Entschädigung das französisch besetzte Venetien.

### Brabanter Revolution und Vereinigte Belgische Staaten
Die Bewohner des Landes sträubten sich massiv gegen die zentralistischen und aufgeklärt-absolutistischen Reformen Kaiser Josephs II. (Josephinismus). Dieser Widerstand gipfelte 1789 in der Brabanter Revolution und 1790 in der Proklamation der Republik der Vereinigten Belgischen Staaten. Josephs Bruder und Nachfolger Leopold II. gelang es zwar, die Unruhen zu beenden, aber nicht, die Gegensätze zu den verschiedenen patriotischen Bewegungen zu überwinden, die sich zu dieser Zeit als Träger der belgischen Nationwerdung konstituierten.
1792 wurden die Österreichischen Niederlande erstmals von französischen Revolutionsheeren besetzt. Nach der Niederlage der französischen Truppen in der Schlacht bei Neerwinden am 18. März 1793 konnte die Österreicher zunächst ihre Herrschaft wiederherstellen. Infolge der österreichischen Niederlage in der Schlacht bei Fleurus am 26. Juni 1794 gelang es den Franzosen, die Österreichischen Niederlande erneut zu besetzen. Am 1. Oktober 1795 wurden sie formal an Frankreich angeschlossen. 1797 trat Österreich im Frieden von Campo Formio die Österreichischen Niederlande an Frankreich ab. Der Friede von Lunéville bestätigte das 1801 auch im Namen des Heiligen Römischen Reiches.

## Bevollmächtigte Minister
Die bevollmächtigten Minister in den österreichischen Niederlanden (französisch Ministres plénipotentiaires des Pays-Bas autrichiens) waren die Stellvertreter der Generalstatthalter und die eigentlichen Leiter der Regierung.
- 1714–1716: Joseph Lothar von Königsegg-Rothenfels
- 1716–1724: Ercole Turinetti de Prié
- 1725–1725: Wirich Philipp von und zu Daun
- 1726–1732: Giulio Visconti Borromeo Arese
- 1732–1743: Friedrich August von Harrach-Rohrau
- 1743–1744: Karl Ferdinand von Königsegg-Erps
- 1744–1746: Wenzel Anton Kaunitz
- 1748–1749: Karl Josef Batthyány
- 1749–1753: Antoniotto Botta Adorno
- 1753–1770: Johann Karl Philipp Graf Cobenzl
- 1770–1783: Georg Adam von Starhemberg
- 1783–1787: Ludovico di Belgiojoso
- 1787–1787: Joseph Jacob Graf Murray de Melgum (ad interim)
- 1787–1789: Ferdinand von Trauttmansdorff
- 1789–1790: Philipp von Cobenzl
- 1790–1791: Florimond Claude von Mercy-Argenteau
- 1791–1792: Franz Georg Karl von Metternich
- 1792–1793: erste französische Besetzung
- 1793–1794: Franz Georg Karl von Metternich (letzter Minister)